# Satisfaction (serie de televisión)
Satisfaction es un drama australiano, nominado a los premios Logie, la serie fue transmitida del 5 de diciembre del 2007 hasta el 9 de febrero del 2010 por medio de la cadena Showcase. 
La serie está ambientana en un burdel de clase alta y se centra en la vida, el trabajo, los amores y desamores de cinco mujeres hermosas que son trabajadoras sexuales en el burdel.
Satisfaction ha contado con la participación de actrices y actores invitados como Ryan Johnson, Jonny Pasvolsky, Jonathan Wood, Grant Bowler, Charlie Clausen, Debra Lawrance, Luke Hemsworth, Robert Mammone, Sullivan Stapleton, Nathaniel Dean, Bernard Curry, Liam Hemsworth, Steven Vidler, Fletcher Humphrys, Rhiannon Fish, Sophie Lowe, Nicholas Bell, Jacki Weaver, Ben Anderson, entre otros...
El 31 de diciembre de 2010 se reveló que la serie había sido cancelada después de tres temporadas.

## Historia
Desde el tráfico nocturno de un burdel de la ciudad hasta los suburbios de la clase alta, Satisfaction es una serie atrevida que explora el mundo de la Prostitución.
Satisfaction se establece en y alrededor del "232", un prostíbulo en donde trabajan cinco mujeres de clase alta y su mánager quienes no solo tienen que satisfacer a sus clientes, también deben de hacer malabares con las presiones a las que se enfrentan en su vida privada y en el trabajo.

## Personajes
| Actor           | Personaje            | Trabajo    | N.º de Episodios | Temporada   |
| --------------- | -------------------- | ---------- | ---------------- | ----------- |
| Madeleine West  | Mel                  | Prostituta | 30               | 2007 - 2010 |
| Kestie Morassi  | Natalie "Nat" Hawkes | Madama     | 30               | 2007 - 2010 |
| Alison Whyte    | Lauren               | Prostituta | 30               | 2007 - 2010 |
| Kristie Jandric | Rosie                | Prostituta | 18               | 2007 - 2010 |
| Dustin Clare    | Sean                 | Chapero    | 18               | 2008 - 2010 |
| Renai Caruso    | Tess                 | Prostituta | 10               | 2009 - 2010 |
| Camille Keenan  | Amy Parsons          | Prostituta | 10               | 2009 - 2010 |

### Personajes Recurrentes
| Actor         | Personaje      | Trabajo | N.º de Episodios | Temporada   | Estado | Notas               |
| ------------- | -------------- | ------- | ---------------- | ----------- | ------ | ------------------- |
| Rebecca Moore | Bonnie         | -       | 11               | 2007 - 2009 | -      | hija de Chloe       |
| Don Halbert   | Phil           | -       | 3                | 2007 - 2008 | -      | exesposo de Lauren  |
| Jacki Weaver  | Gillian        | -       | 2                | 2009        | -      | madre de Mel & Sean |
| Sophie Lowe   | Kate           | -       | 2                | 2010        | -      | hija de Lauren      |
| Linda Cropper | Loretta Hawkes | -       | 1                | 2010        | -      | madre de Nat        |

### Antiguos Personajes Principales
| Actor            | Personaje | Trabajo    | N.º de Episodios | Temporadas  | Estado | Causa          |
| ---------------- | --------- | ---------- | ---------------- | ----------- | ------ | -------------- |
| Diana Glenn      | Chloe     | Prostituta | 20               | 2007 - 2009 | Viva   | dejó el burdel |
| Bojana Novakovic | Tippi     | Prostituta | 20               | 2007 - 2009 | Muerta | -              |
| Peta Sergeant    | Heather   | Prostituta | 20               | 2007 - 2009 | Viva   | dejó el burdel |

## Episodios
La primera temporada estuvo conformada por 10 episodios, la segunda temporada por 10 episodios y la tercera temporada también estuvo conformada por 10 episodios.

## Premios y nominaciones
La serie y algunos de sus actores y actrices han recibido varias nominaciones a los premios ASTRA, AFI y Logie, entre sus actores nominados se encuentran el actor Dustin Clare y las actrices Diana Glenn, Bojana Novakovic, Madeleine West, Alison Whyte; en categorías como "actriz más sobresaliente en una serie dramática" o "interpretación femenina más sobresaliente".
| Año  | Categoría                                                              | Premio      | Nominada (o)                       | Resultado |
| ---- | ---------------------------------------------------------------------- | ----------- | ---------------------------------- | --------- |
| 2010 | Best Television Drama Serie                                            | AFI Award   | Andrew Walker & Roger Simpson      | Nominados |
| 2010 | Best Supporting Actress in a Television Drama (episodio "Not Vanilla") | AFI Award   | Linda Cropper                      | Nominada  |
| 2010 | Best New Talent                                                        | ASTRA Award | Camille Keenan                     | Ganó      |
| 2010 | Most Outstanding New Talent                                            | Logie Award | Camille Keenan                     | Nominada  |
| 2009 | Most Outstanding Drama                                                 | ASTRA Award | Satisfaction                       | Ganó      |
| 2009 | Most Outstanding Performance By a Female Actor                         | ASTRA Award | Alison Whyte                       | Ganó      |
| 2009 | Most Outstanding Performance By a Female Actor                         | ASTRA Award | Madeleine West                     | Nominada  |
| 2009 | Television Series                                                      | AWGIE Award | Jo Martino                         | Nominado  |
| 2009 | Most Outstanding Actress                                               | Logie Award | Madeleine West                     | Nominada  |
| 2009 | Most Outstanding Actor                                                 | Logie Award | Dustin Clare                       | Nominado  |
| 2009 | Best Television Theme                                                  | APRA Award  | Cameron Giles-Webb & Colin Simkins | Ganó      |
| 2008 | Best Television Drama Series                                           | AFI Award   | Satisfaction                       | Nominado  |
| 2008 | Best Direction In Television                                           | AFI Award   | Diana Reid                         | Nominada  |
| 2008 | Best Lead Actress in Television Drama                                  | AFI Award   | Alison Whyte                       | Nominada  |
| 2008 | Best Lead Actress in Television Drama                                  | AFI Award   | Diana Glenn                        | Nominada  |
| 2008 | Most Outstanding Drama                                                 | ASTRA Award | Satisfaction                       | Nominado  |
| 2008 | Favourite Program                                                      | ASTRA Award | Satisfaction                       | Nominado  |
| 2008 | Most Outstanding Performance by a Female Actor                         | ASTRA Award | Diana Glenn                        | Nominada  |
| 2008 | Most Outstanding Performance by a Female Actor                         | ASTRA Award | Bojana Novakovic                   | Nominada  |
| 2008 | Most Outstanding Performance by a Female Actor                         | ASTRA Award | Alison Whyte                       | Nominada  |
| 2008 | Most Outstanding Drama Series, Miniseries or Telemovie                 | Logie Award | Satisfaction                       | Nominado  |
| 2008 | Most Outstanding Actress in a Drama Series                             | Logie Award | Alison Whyte                       | Ganó      |
| 2008 | Most Outstanding Actress in a Drama Series                             | Logie Award | Diana Glenn                        | Nominada  |

## Producción
La serie fue filmada en Melbourne y fue escrita y producida por Roger Simpson, la serie también contó con la participación del productor Andy Walker y de la productora ejecutiva Kim Vecera. 
La producción de la tercera temporada inició en junio del 2009 y comenzó sus transmisiones en diciembre del mismo año.
En Latinoamérica la serie fue transmitida por los canales HBO e I.Sat.